# Brigitte Weigert (Malerin)
Brigitte Weigert (* 5. Juli 1934 in Berlin-Charlottenburg; † 21. Februar 2007 in Pullach im Isartal) war eine deutsche Malerin und Tischtennisspielerin, die 1959 an der Weltmeisterschaft teilnahm.

## Künstlerin
Brigitte Weigert wuchs in Berlin-Charlottenburg auf und übersiedelte nach dem Zweiten Weltkrieg nach Starnberg. Hier machte sie ihr Abitur und studierte danach in München bei Professor Eduard Ege. Mitte der 1970er Jahre, nach dem Ende ihrer Tischtennislaufbahn, folgten mehrere Aufenthalte zum fortführenden Studium diverser Maltechniken in Italien und Griechenland. Ein Aufenthalt beim Gestüt Lipica inspirierte sie zum Malen von Pferdemotiven. Andere Motive waren Bayern zu allen Jahreszeiten mit Aquarelltechnik sowie Blumen und Blüten. Es folgten erfolgreiche Ausstellungen in diversen Münchner Galerien.
Ab Anfang der 1980er Jahre war sie sowohl als Kursleiterin in Malkursen wie als Künstlerin für den Münchner Stadtanzeiger (= ein regelmäßig erscheinender Lokalteil der Süddeutschen Zeitung) tätig. Institutionen wie große Banken schmückten eigene Drucksachen sowie Räumlichkeiten mit ihren Arbeiten. Mehrere Kunst-Verlage veröffentlichten Kalender, Grußkarten und Kunst-Postkarten mit ihren Motiven. Viele Bücher, welche Orte und Gegenden in Bayern dokumentieren, sind mit ihren Aquarellen und Zeichnungen illustriert. Als Mitglied der Münchner Künstlergenossenschaft stellte sie jährlich im Haus der Kunst in München aus.
1999 erblindete Brigitte Weigert. Als Folge beendete sie ihre künstlerischen Aktivitäten und zog sich bis zu ihrem Ableben 2007 zurück.

## Werke
Illustrationen zu:
- Hans Eckart Rübesamen: Aus dem oberen Bayern. Lieblingslandschaften in Miniaturen. Berg, München 1988, ISBN 3-7634-0671-9
- Oberstaufen mit seinen Ortsteilen. Der Schroth-Kurort im Allgäu. Geiger, Horb am Neckar 1988
- Werner Keitz: Bad Aibling. Die Kurstadt und ihre Ortsteile in Wort und Bild. [Hrsg.: Stadt Bad Aibling], Geiger, Horb am Neckar 1993, ISBN 3-89264-855-7

## Tischtennis
Brigitte Weigert spielte Ende der 1950er Jahre im Verein MTV München von 1879. 1958/59 gewann sie die Bayerische Meisterschaft im Doppel mit Ursel Geßwein.
1959 wurde sie für die Individualwettbewerbe der Weltmeisterschaft in Dortmund nominiert. Hier schied sie im Einzel in der ersten Runde gegen Mavis Van Gelder (Belgien) aus. Das Doppel mit Hertha Maier erreichte kampflos die zweite Runde, in der es gegen die Rumäninnen Maria Biro/Georgita Pitica verlor.
Später musste sie den Tischtennissport aus gesundheitlichen Gründen aufgeben.
Ergebnisse aus der ITTF-Datenbank
| Verband | Veranstaltung     | Jahr | Ort      | Land | Einzel     | Doppel    | Mixed     | Team |
| ------- | ----------------- | ---- | -------- | ---- | ---------- | --------- | --------- | ---- |
| FRG     | Weltmeisterschaft | 1959 | Dortmund | FRG  | letzte 128 | letzte 32 | letzte 64 |      |